# Лісова пісня. Мавка
«Лісова пісня. Мавка» — український радянський фільм-казка кіностудії ім. Олександра Довженка 1981 року за драмою-феєрією Лесі Українки «Лісова пісня». Режисер: Юрій Іллєнко.
У заповідному казковому лісі живе лісова русалка Мавка. За чудову гру на сопілці вона покохала сільського парубка Лукаша, але Лукаш одружився з Килиною й у відплату за зраду втратив свій чудовий дар.
Повна україномовна версія, згідно з «Довженко-центром» втрачена, а у фондах цілком зберігається лише російськомовна версія фільму. Оцифрована ж версія фільму, яку випустив «Довженко-центр» у 2015 році, містить застереження перед початком показу фільму «Варіант цього фільму з україномовною фонограмою, на жаль, повністю не зберігся. У процесі відновлення фільму втрачені фрагменти було реконструйовано з російськомовної фонограми».

## Сюжет
Старий Лев та його сестра з молодим сином Лукашем покидають село, щоб оселитися в лісі за болотом. Вони будують хатину поряд із величезним дубом — місцем проведення стародавніх обрядів. Лев знайомий з духами і вшановує їх біля дуба.
Навесні, коли природа прокидається, прокидається Мавка і чує, як Лукаш грає на сопілці. Лісовик застерігає її від стосунків з людьми. Попри те Мавка знаходить Лукаша у лісі, не даючи йому робити надрізи на березі. Хлопець здивований зустріччю, але не боїться. До Мавки залицяються чорт Куць і Перелесник. Мавці проте подобається Лукаш. Вона рятує його, коли Лукаш ледве не тоне вночі в лісовому озері. Мавка та Лукаш взаємно закохуються, та їхні стосунки не схвалює ні Лісовик, ні мати Лукаша.
Згодом Мавка вирішує пізнати людське життя. Вона погано справляється з працею, бо не хоче шкодити природі. Тим часом мати Лукаша запрошує на допомогу молоду вдову Килину, яка до вподоби Лукашеві. Незабаром Лукаш одружується з Килиною. Мавка страждає від цього та йде до Того, хто сидить у скелі, впадаючи у вічний сон в товщі каменю. Дядько Лев помирає біля дуба. Приходять майстри, щоб спиляти дуба, однак його зрубує Килина, а майстри виявляються злиднями, що поселяються в її хаті.
Взимку Лісовик, бажаючи помститися Лукашу за долю Мавки, перетворює того на вовка. Лукаш, виючи, блукає лісом і його голос пробуджує Мавку. Вона виходить зі скелі і розшукує коханого. Мавка чекає на нього біля хати, перетворившись на вербу. Килина лякається її появи та намагається зрубати дерево. Тоді Перелесник спалює разом вербу і хату.
Лукаш приходить до згарища, повернувши людський вигляд. Килина та мати Лукаша, посадивши дітей на воза, повертаються через ліс у село. Невидимі їм злидні їдуть також. Лукаш намагається грати на сопілці на згарищі і, розмовляючи з залишками верби, замерзає на смерть. Лісовик забирає в нього сопілку і передає її дитині Килини.

## В ролях
- Людмила Єфименко — лісова русалка Мавка
- Віктор Кремльов — Лукаш
- Майя Булгакова — Лукашева мати
- Іван Миколайчук — дядько Лев і Лісовик
- Людмила Лобза — Килина
- Борис Хмельницький — Перелесник
- Віктор Демерташ — чорт Куць
- Ніна Шацька — Водяна Русалка
- Світлана Сергєєва — Польова Русалка
- Пилип Іллєнко та Валя Ходулін — Килинині діти
- Володимир Федоров, І. Манзій, П. Волков, В. Басистий, А. Єланський — Злидні
- Сергій Підгорний

## Творча група

Офіційний україномовний постер № 2 невідомого художника (1981)

- Автор сценарію і режисер-постановник: Юрій Іллєнко
- Оператор-постановник: Юрій Іллєнко
- Композитор: Євген Станкович
- Художник-постановник: Анатолій Мамонтов
- Звукооператор: Анатолій Ковтун
- Режисер: Вітольд Янпавліс
- Оператор: В. Тарнавський
- Художник по костюмах: І. Вакуленко
- Художник по гриму: А. Лосєва
- Художник-декоратор: В. Бескровний
- Монтажер: Елеонора Суммовська
- Асистенти режисера: З. Михайленко, В. Козуб
- Асистенти оператора: О. Ткачук, А. Шигаєв, В. Белощук
- Асистент художника: Н. Пастушенко
- Державний симфонічний оркестр УРСР, диригент — Федір Глущенко
- Директор картини: Микола Весна

## Оцифрована DVD версія
Оцифрована версія фільму, яку випустив Довженко-центр у 2015 році, мала застереження перед початком показу фільму «Варіант цього фільму з україномовною фонограмою, на жаль, повністю не зберігся. У процесі відновлення фільму втрачені фрагменти було реконструйовано з російськомовної фонограми».

## Сприйняття
Українська радянська критик Людмила Лемешева охарактеризувала фільм у 1983 році: «струнка, закінчена концепція драми розпалася на окремі ретельно зашифровані метафори, сенс яких доходить лише за чудового знання тексту і неодноразового перегляду фільму». Ключовою сценою режисер зробив порятунок Мавкою Лукаша з води, в якій доносить сусідування кохання і «життя з усім його неминучим брудом, мулом, з грузькістю і відсталістю його повсякденної течії». При тому ж Іллєнко не показав тему угоди між дядьком Левом і духами, але додав сцену його вигнання з села, що виглядає необґрунтовною.
Згідно зі статтею Христини Костюк в «Українознавчому альманасі» 2013 року, Іллєнко змінив акценти, порівняно з оригінальною драмою Лесі Українки. В його фільмі міфічні істоти постають більше алегоріями людських вад, аніж утіленням природних сил. Водночас, услід за Лесею Українкою, Іллєнко захоплюється їхнього справжністю, відсутністю фальшивості, у порівнянні зі світом людей. Так перед глядачами розгортається конфлікт між ідеальним, омріяним та дріб'язково-практичним, буденним.
На думку російського радянського критика Олега Ковалова, у фільмі «ми побачили нову Мавку, далеку від канонічного образу ніжної, одухотвореної та зворушливо беззахисної дівчинки» — Людмила Єфименко в цій ролі «викликає мимовільні асоціації зі скульптурним образом давньогрецького юнака, з амазонкою, а то зовсім навпаки — з істотою з майбутнього, в чиїй жорсткій, прохолодній природі ми не знаходимо рідного нам тепла».
За словами Мар'яни Кріль 2012 року, «Лісова пісня» Лесі Українки складна для авторських інтерпретацій. Юрій Іллєнко виступив у екранізації і режисером, і сценаристом, і оператором задля втілення свого задуму. В його трактуванні Мавка виразно переважає над Лукашем і втілює гнів від безсилля при спробі зрозуміти людей. Головна ідея твору має помітні розбіжності з літературним оригіналом, адже як прихильник візуальності, Юрій Іллєнко прагнув узгодити найвдаліші, на його думку, сцени зі словами персонажів. В фільмовій інтерпретації це історія невдачі Лукаша в зростанні до рівня діяльної, вільної та сильної Мавки. Почасти донесення такої ідеї вдалося, але фільму бракує завершеності; в ньому видно покарання Лукаша, проте не видно чіткої вини.
Російський кінокритик Олександр Федоров відгукнувся про «Лісову пісню» Іллєнка в 2023 році: «виникає картина, де кожен кадр буквально кричить про талановитість автора, але загалом фільм виявляється прикрою невдачею» через відрив кадру від символічного наповнення. Тому вийшов «Фільм — візерунок. Фільм — вишивка, де втрачається відчуття міри та смаку, де емоції немов застигли у крижаному дзеркалі екрана».